# Wax (Britse band)
Wax was een poprockduo uit de jaren 80 bestaande uit Graham Gouldman en Andrew Gold. Hun hitsuccessen waren onder meer Right Between the Eyes (1986) en Bridge to Your Heart (1987).

## Carrière
In 1981 werkte 10cc aan een nieuw album, wat later hun studioalbum Ten out of 10 zou gaan worden. Andrew Gold werd gevraagd door een A&R-medewerker van het platenlabel van 10cc om mee te spelen op het album. Gold besloot zich niet aan te sluiten bij de band, aangezien hij andere verplichtingen had.
Nadat 10cc in 1983 gestopt was als formatie vroeg Graham Gouldman aan Andrew Gold om meer tijd met hem door te brengen in Engeland. In de periode van zeven maanden die zouden volgen schreef het duo genoeg nummers voor een album. Ze besloten onder de naam World In Action door te gaan en brachten de single Don't break my heart uit. Kort hierna veranderde het duo hun naam in Common Knowledge. Onder deze naam brachten ze de single Victoria uit, maar opnieuw werd er nauwelijks aandacht gegenereerd. Het album werd destijds niet uitgebracht.
Het duo begon te werken aan nummers voor een nieuw album, ze veranderden van platenlabel en van naam, het duo ging verder onder de naam Wax. Onder de naam Wax bracht het duo drie studioalbums uit tussen 1986 en 1989. Na het slagen van enkele singles volgden een televisieoptreden in Top of the Pops en een tour. In 1990 besloot het duo uit elkaar te gaan, nadat Gouldman de kans kreeg om 10cc te herenigen met Eric Stewart. Gold werkte vervolgens mee aan het nummer Charity begins at home van het comebackalbum Meanwhile van 10cc. Later zong Gold ook het nummer Ready to go home op het album Mirror Mirror.
In 1998 werd hun eerste album alsnog uitgebracht, onder de naam common knowledge.com. Dit album bevatte naast het oudere werk vier nummers onder de naam Wax. Een verzameling met niet eerder verschenen materiaal, Wax bikini, verscheen in 2000 via de website van Gouldman.
In 2011 stierf Andrew Gold op 59-jarige leeftijd aan een hartinfarct.

## Discografie

### Albums
| Album met eventuele hitnotering(en) in de Nederlandse Album Top 100 | Datum van verschijnen | Datum van binnenkomst | Hoogste positie | Aantal weken | Opmerkingen |
| ------------------------------------------------------------------- | --------------------- | --------------------- | --------------- | ------------ | ----------- |
| Magnetic Heaven                                                     | 1986                  | -                     |                 |              |             |
| American English                                                    | 1987                  | 26-09-1987            | 41              | 2            |             |
| Hundred Thousand in Fresh Notes                                     | 1989                  | -                     |                 |              |             |
| common knowledge.com                                                | 1998                  | -                     |                 |              |             |

### Singles
| Single met eventuele hitnotering(en) in de Nederlandse Top 40 | Datum van verschijnen | Datum van binnenkomst | Hoogste positie | Aantal weken | Opmerkingen                                                           |
| ------------------------------------------------------------- | --------------------- | --------------------- | --------------- | ------------ | --------------------------------------------------------------------- |
| Don't Break My Heart                                          | 1984                  | -                     |                 |              | onder de naam World in Action                                         |
| Victoria                                                      | 1985                  | -                     |                 |              | onder de naam Common Knowledge                                        |
| Ball and Chain                                                | 1985                  | -                     |                 |              |                                                                       |
| Shadows of Love                                               | 1986                  | -                     |                 |              |                                                                       |
| Right Between the Eyes                                        | 1986                  | 17-05-1986            | 25              | 5            | #24 in de Nationale Hitparade / Veronica Alarmschijf Radio 3          |
| In Some Other World                                           | 1986                  | -                     |                 |              |                                                                       |
| Bridge to Your Heart                                          | 1987                  | 22-08-1987            | 8               | 10           | #6 in de Nationale Hitparade Top 100 / AVRO's Radio en TV-Tip Radio 3 |
| American English                                              | 1987                  | -                     |                 |              | #96 in de Nationale Hitparade Top 100                                 |
| Wherever You Are                                              | 1989                  | -                     |                 |              |                                                                       |
| Anchors Aweigh                                                | 1989                  | -                     |                 |              |                                                                       |

| Single met hitnotering(en) in de Vlaamse Ultratop 50 | Datum van verschijnen | Datum van binnenkomst | Hoogste positie | Aantal weken | Opmerkingen             |
| ---------------------------------------------------- | --------------------- | --------------------- | --------------- | ------------ | ----------------------- |
| Right between the Eyes                               | 1986                  | 24-05-1986            | 18              | 6            |                         |
| Bridge to Your Heart                                 | 1987                  | 12-09-1987            | 3               | 9            | #8 in de Radio 2 Top 30 |
| American English                                     | 1987                  | 14-11-1987            | 29              | 6            |                         |
| In Some Other World                                  | 1986                  | 16-04-1988            | 37              | 1            |                         |

### NPO Radio 2 Top 2000
| Nummer met noteringen in de NPO Radio 2 Top 2000 | '00  | '01  |
| ------------------------------------------------ | ---- | ---- |
| Bridge to your heart                             | 1661 | 1837 |

1. ↑  Een vetgedrukt getal geeft de hoogste notering aan.
2. ↑  2000 was het eerste jaar met een notering voor dit nummer.
3. ↑  Deze tabel is bijgewerkt tot en met de laatste editie (2024).

Graham Gouldman · Eric Stewart · Kevin Godley · Lol Creme

Paul Burgess · Rick Fenn · Stuart Tosh · Duncan Mackay · Tony O'Malley